# Hersilia selempoi
Espèce
Hersilia selempoi est une espèce d'araignées aranéomorphes de la famille des Hersiliidae.

## Distribution
Cette espèce est endémique du Kenya.

## Description
Les mâles mesurent de 3,98 à 4,28 mm et les femelles de 4,88 à 5,25 mm.

## Publication originale
- Foord & Dippenaar-Schoeman, 2006 : A revision of the Afrotropical species of Hersilia Audouin (Araneae: Hersiliidae). Zootaxa, no 1347, p. 1-92.